# Lars Kober
Lars Kober (Berlim, 19 de outubro de 1976) é um ex-canoísta alemão especialista em provas de velocidade.

## Carreira
Foi vencedor da medalha de bronze em C-2 1000 m em Sydney 2000, junto com o seu colega de equipa Stefan Uteß.